# Oncideres poeta
Oncideres poeta är en skalbaggsart som beskrevs av Dillon 1949. Oncideres poeta ingår i släktet Oncideres och familjen långhorningar.
Artens utbredningsområde är Panama. Inga underarter finns listade i Catalogue of Life.